# NGC 3823
NGC 3823 (również PGC 36331) – galaktyka eliptyczna (E), znajdująca się w gwiazdozbiorze Pucharu. Odkrył ją John Herschel 7 maja 1836 roku. W pobliżu niej na niebie widoczna jest znacznie mniejsza, lecz znajdująca się w zbliżonej odległości galaktyka PGC 3093645. Prawdopodobnie galaktyki te są ze sobą fizycznie związane.